# Energy (álbum de Disclosure)
Energy (estilizado en mayúsculas) es el tercer álbum de estudio del dúo británico de música electrónica Disclosure. Se lanzó el 28 de agosto de 2020 a través de Island Records.
El álbum es su primer lanzamiento de larga duración desde Caracal en 2015, y posteriormente su primer lanzamiento importante desde Ecstasy, un EP compuesto por cinco canciones que luego se incluyó en la edición de lujo de Energy. La edición de lujo también incluye los dos singles de éxito del dúo con el cantautor estadounidense Khalid, «Talk» (publicado previamente en el segundo álbum de estudio de Khalid, Free Spirit) y «Know Your Worth». Además, el álbum incluye colaboraciones con varios cantautores, como Kelis, Channel Tres, Aminé, Slowthai, Mick Jenkins, Fatoumata Diawara, Blick Bassy, Kehlani, Syd y Common.
Tras sufrir retrasos, Energy se publicó finalmente en el verano de 2020 debido a sus «mensajes positivos» que Disclosure esperaba que tuvieran eco en la gente durante la pandemia del COVID-19. El álbum recibió críticas generalmente positivas por parte de los críticos musicales, que elogiaron la diversidad musical del dúo y las sólidas elecciones de colaboración, aunque algunos destacaron las debilidades líricas. El sonido de Energy ha sido descrito como house mezclado con elementos de dance, R&B, y la música internacional, como los estilos de influencia africana.
El álbum fue nominado como mejor álbum dance o electrónico en la 63.ª edición de los Premios Grammy, también la canción «My High» fue nominada a mejor grabación dance a dicha edición de los premios Grammy.

## Antecedentes
Disclosure lanzó Caracal en septiembre de 2015, «lo que ayudó a construir su base de fans más allá de Gran Bretaña». Hubo una pizca de «síndrome del segundo álbum», dicen, al tener que sacar algo rápido para aprovechar el impulso. Los invitados, entre los que se encontraban The Weeknd y una Lorde entonces en ciernes, coincidieron con su deseo de aligerar el ritmo e inclinarse por un sonido deudor del R&B. Recibió una respuesta mixta por parte de la crítica, pero fue comercialmente fructífero -como señaló Guy: «¡Nos llevó al puto Madison Square Garden!». Howard dijo: «He aprendido mucho mirando hacia atrás a ese disco también. Musicalmente, hay partes del álbum que me avergüenzan un poco. Hay partes que pensé demasiado y con las que intenté ser demasiado inteligente o algo así. Para este nuevo álbum, queríamos soltarnos un poco más».
Después de tocar 331 shows en vivo entre 2013 y 2016, el dúo se tomó un tiempo de descanso en 2017, «que resultó ser una bendición para los hermanos. Guy viajó durante varios meses por el sudeste asiático. Howard, por su parte, se quedó en su ciudad natal, Reigate, y se dedicó a la agricultura». «Estoy muy contento de que nos hayamos tomado ese tiempo libre y lo hicimos por razones de salud mental», dice Guy. «No creo que lo hayamos dicho ni explícitamente, pero estábamos agotados y necesitábamos inspiración para la vida y la música que nos llegara fuera del proceso de las giras. En el caso de nuestros dos primeros álbumes, y de todos los EP y singles anteriores, no diría que se escribieron con «prisa», pero sí en un plazo muy corto. Dicen que tienes toda la vida para escribir tu primer álbum, pero nosotros tampoco tuvimos ese tiempo, y nos pareció bien hacerlo. Pero esta vez sabíamos que teníamos una sólida base de fans en la que confiar y que nos esperaba».
En diciembre de 2018, Disclosure volvió con el Moonlight EP.

## Concepto
Disclosure dijo que «lo que decidió qué canciones llegaron y cuáles no fue esa palabra: energía. [...] Se llama Energy, pero no sólo porque sea muy alegre y positivo, sino por la forma en que se formularon las canciones. [...] La palabra energía para nosotros tiene mucho más que ver con la energía en la sala, y eso fue como los 10 minutos que pueden hacer o deshacer una canción».

## Desarrollo
Energy fue escrito, grabado y terminado en 2019, con Disclosure produciendo el álbum. Cada canción fue creada desde cero, y «todos los temas se escribieron muy rápido. Por eso tuvimos que escribir tantas canciones, porque esas no surgen todos los días. O cada semana. O cada mes». Howard añadió que «la moral durante todo el proceso fue bastante alta».
Disclosure quería «escribir como 200 canciones y elegir las diez mejores» para Energy. Thomas Smith, de NME, escribió que el «frenético proceso de composición definió la sensación de este disco. [Discosure] en las primeras etapas de escritura habían escrito hasta 200 canciones y optaron por seguir adelante con las que llegaron más rápido. De la colección de 200 canciones en las que trabajaron, aproximadamente el 15% han sido publicadas en este álbum y en el reciente EP que lo acompaña, Ecstasy».
En una entrevista con Esquire, Disclosure habló de la progresión del álbum: «Las canciones que han sido seleccionadas son las que han aparecido más rápidamente. No se trataba de decir: 'Oh, ésta funcionará en el club; ésta puede estar en la radio'. Se trataba de divertirnos al máximo en el estudio, de hacer canciones sin esfuerzo, cuando algo surge de la nada».
Guy dijo sobre la sensación «internacional» del álbum: «Definitivamente teníamos en mente que necesitábamos diversificarnos para este disco. Todos los artistas favoritos míos y de Howard, que nos encantan, rara vez hacían lo mismo dos veces. Y África, con todos sus géneros musicales increíblemente diversos, era algo que no habíamos explorado mucho. [...] Nos pareció natural ir más a la percusión [para Energy]».
Howard también dijo, con respecto al trabajo en un estudio: «Nuestra forma favorita de trabajar es llegar sin nada y que ellos lleguen sin nada y que todos hagamos algo desde cero al mismo tiempo. Así, todos estamos en la misma onda. Si Guy y yo llegamos y nos sentamos y Guy empieza a hacer un ritmo, yo empiezo a tocar algunos acordes y a escribir las melodías con la persona, eso nos permite sincronizarnos al instante».

## Composición
Con 43 minutos, Energy es el álbum más corto de Disclosure hasta la fecha. La lista de canciones de la edición estándar incluye 11 canciones. La lista de canciones de la edición de lujo incluye nueve canciones adicionales: El EP Ecstasy de cinco canciones de Disclosure (publicado originalmente el 28 de febrero de 2020), las colaboraciones de Khalid «Talk» y «Know Your Worth», y 2 remezclas del sexto sencillo «Birthday».
Energy muestra «un sonido diaspórico que pone en primer plano los orígenes de una plétora de géneros musicales», y «animó [a Disclosure] a seguir sus instintos y a abrazar las melodías, los estribillos y los ritmos que llegaran más rápido». Thomas Smith de NME dijo: «En Energy, entran y salen de su propio pasado, fusionando los momentos más primarios con las colaboraciones de grandes nombres: es una escucha alucinante». La energía del álbum es «sensual», «vibrante» y «emocional» con temas de Syd, Kehlani, Blick Bassy y Mick Jenkins. Disclosure también se reunió con Eric Thomas para este proyecto, que ya había participado en «When a Fire Starts to Burn» de su primer álbum de estudio Settle (2013).

### Géneros
Con «cantantes arraigados en las tradiciones pop africanas», John Freeman de Rolling Stone calificó el álbum como «una de las novedades más emocionantes de esta época». Madison Vain de Esquire calificó a Energy como «un abrazo percusivo, con influencias de hip-hop, de la música global» y dijo que «podría ser el mayor álbum dance de 2020».
El sonido principal de Energy tiene sus raíces en la música house «four-on-the-floor», incorporando varios subgéneros de ese estilo, así como R&B y Afropop. Como observó Charles Lyons-Burt, redactor de Slant Magazine, «colaborando con una lista de invitados compuesta íntegramente por artistas de color -la mayoría de ellos negros, dos de Camerún y Malí- y tirando de la larga historia estilística del hip-hop, el R&B y el pop-rock de África occidental, los hermanos Guy y Howard Lawrence aplican su distintivo estilo de música house a esta miríada de estilos, sincronizándolo todo en un disco de fiesta combustible y rico en capas». Jenessa Williams de DIY resumió las canciones como «un enfoque más agudo del rap y el afrobeat». El álbum también muestra a Disclosure explorando drum and bass.
En respuesta a las preguntas sobre la apropiación cultural, Guy dijo que todas las samples musicales utilizadas se siguieron a rajatabla, y que sus colaboradores musicales fueron compensados adecuadamente por su trabajo.

### Canciones
El primer tema, «Watch Your Step», es «un carismático juego de breakbeat» que se transforma en un disco-house asistido por un sintetizador con «una fina capa de crujiente distorsión». Kelis «confirma su lugar como reina de la pista de baile» sobre un electrónica con soul y sintetizadores fuera de lo común. DJ Channel Tres «[rezuma] confianza» con un «ronroneo» sobre la canción «Lavender», que evoca a Daft Punk/The Neptunes. La canción, de corte discotequero, tiene un ritmo rápido y un «intrigante instrumental de corte industrial». «My High», con Aminé y Slowthai, es una canción de samba-hip house «escabrosa» e «impresionantemente implacable», «pensada para hacer delirar a la pista de baile», con una línea de bajo irregular que se transforma en garabatos ácidos.
El tema «Who Knew?», con orígenes del UK garage, mezcla la «voz conmovedora» de Mick Jenkins con un efecto de vocoder «anticuado» sobre sintetizadores »suaves como una almohada». Disclosure quería trabajar con Mick Jenkins por su forma de rapear en el tema «Jazz», pero sorprendió a los hermanos con «una hermosa voz de falsete para cantar». Ellos «rodaron con esa energía para "Who Knew?" [...] porque su voz fluía muy bien con la música. Cuando entraba un sintetizador sobre el ritmo de dos pasos, él le daba espacio al sonido para que brillara». Alex Petridis de The Guardian calificó la aparición de Fatoumata Diawara en «Douha (Mali Mali)» como el «punto álgido del álbum, una versión chispeante y eufórica del french house de los 90 cargado de filtros». Se trata de un tema afrobeat propulsivo de «bajos profundos, ruidos láser y barridos de filtros». La artista maliense canta en bambara con «voces crudas» para una «oda a su tierra natal y a la diáspora africana».
El siguiente es «Fractal», un interludio de electro-soul con influencias del bubblegum pop que se dirige a su puente con un arpegio escalonado, Jessica Masek, de EDM Identity, calificó «Fractal» de «etéreo» y «super-chill». Los interludios «Fractal» y el posteriormente incluido «Thinking 'Bout You» se consideran instrumentales tradicionales del boom-bap de los 90. La canción groovey y electro-funk «C'est ne pas», con la «sedosa» y «majestuosa» voz del cantante camerunés Blick Bassy, es minimalista con bajos, ritmos, efectos y cantos de scat. Se concibió originalmente como una improvisación de estudio de 8 minutos pero Bassy utilizó partes de varios dialectos locales (incluido el francés) de su país de origen en la toma de voz, tomando prestados elementos de cada uno. El tema principal, de inspiración latina, tiene silbidos «errantes», tambores de conga «estrepitosos», cencerros y órganos de sintetizador.
Las dos canciones siguientes «insinúan una expansión creativa». El woozy «Thinking 'Bout You» «lleva una navaja» a una pieza de blue-eyed soul canadiense de principios de los 70 (el sencillo de Lady de 1976 «You're Still the One»), con «hermosos» instrumentos de cuerda que le dan un toque «celestial». «Birthday» es una ensoñadora jam lenta de electro-R&B con las «seductoras» voces de Kehlani y Syd de The Internet. «Reverie» es una llamada «para limpiar el paladar» al «Chicago de los 90» y cuenta con la participación de Common, que «escupe su filosofía de la positividad» respaldado por una melodía new-age y funk de ensueño, de bongos y gotas acuosas de sintetizador. La canción tiene un sonido hip hop alternativo.
Disclosure comentó que al crear «Birthday», escribieron la canción con Syd y pretendían un «ambiente de Brandy, Monica y Aaliyah; así era como nos sentíamos todos ese día». Entonces pensaron que podría funcionar como dúo, y Syd comentó que se pondría en contacto con Kehlani: «Así que nos pusimos en plan, sí, claro, pensando que eso no iba a pasar. Y luego, dos semanas después, estaba en la bandeja de entrada».

### Letras
Se reconoció un elemento de «humanidad y humor» en las canciones. John Freeman de Rolling Stone señaló que «muchas de las canciones tratan sobre la conexión y la atracción, la poderosa atracción de los cuerpos entre sí».
En el «pavoneante» tema de apertura, «Watch Your Step», Kelis «implica al oyente» para que «escape del aislamiento y se suelte» en la pista de baile: «Me haces mirar tu paso cuando te mueves/Ahora lo que haces es hacerme mover/Contigo». En «Lavender», Channel Tres invita a los oyentes a «acercarse, nena» antes de soltar juguetonamente: «Dile a los chicos que vuelvan a meter las palmas».
«Douha (Mali Mali)» con Fatoumata Diawara, destacado por la crítica, fue creado en apoyo del querido país natal de Diawara, Malí, y de las luchas que allí se libran. Canta en bambara, la lengua tradicional maliense. Dice que la música está en peligro en Malí, y que la música es sagrada allí por muchas razones: una de ellas es que es una forma de comunicarse y conectar con sus antepasados. «Douha» en bambara significa «dolor», pero la canción es alegre y optimista. [...] Diawara lo hizo conscientemente «para encontrar soluciones a nuestros problemas. [...] Tenemos que bailar nuestros problemas, no llorar por ellos».
La canción que da título al disco, «Energy», contiene una letra que transmite un «mensaje edificante» de búsqueda de inspiración: «Ahora vamos a llevarlo a otro nivel/ En este momento, deberías sentirte invencible». «Birthday» toca la interrogante: «¿llamas a tu ex el día de su cumpleaños para demostrarle que aún te importa, o es mejor dejarlo en paz?» En «Reverie», Common ofrece un verso «sano y edificante» sobre la superación personal: «Me deslizo en un ensueño/Puedo ver un mejor yo/Cosas celestiales como el amor y la melodía/A las alturas de los ángeles que habitan en mí».

### Vocales
Las interpretaciones vocales del álbum fueron consideradas «susurrantes», «alegres», «majestuosas», «temblorosas», «crudas», «seductoras», «sedosas», «tranquilizadoras» y «conmovedoras».

## Arte
Slant Magazine describió el arte de la portada de Energy como la «característica silueta enmascarada de Disclosure incrustada en una masa de tierra unificada que empieza a romperse». El estudio de diseño creativo Studio Moross realizó el material gráfico del álbum y sus sencillos. Las imágenes en 3D fueron producidas por Nic Hamilton y retocadas digitalmente por Callum Sadler.

## Sencillos
«Know Your Worth» con Khalid fue lanzado como sencillo principal el 4 de febrero de 2020, seguido de «Ecstasy» el 24 de febrero de 2020. Ambas canciones solo se incluyen en la edición de lujo. El tercer sencillo, «Energy», fue lanzado el 21 de mayo de 2020, como un sencillo de dos pistas que incluye la versión del álbum de la canción (4:53) y una edición más corta (3:50). «My High», con Aminé y slowthai, se publicó como cuarto sencillo el 3 de julio de 2020. Se publicó como un sencillo de dos pistas con una edición más corta (3:12) y el vídeo musical. El quinto sencillo, «Douha (Mali Mali)» con Fatoumata Diawara, fue lanzado el 29 de julio de 2020, también como un sencillo de dos pistas con una edición más corta (2:51) y el video musical. El sexto sencillo, «Birthday» (con Kehlani y Syd), se publicó el 26 de agosto de 2020.

## Lanzamiento
Energy salió a la venta el 28 de agosto de 2020 en plataformas de descarga digital y streaming. Tras múltiples retrasos con el lanzamiento del álbum, Disclosure decidió sacar Energy durante el verano de 2020 por sus «mensajes positivos». Energy completa el contrato de tres álbumes que Disclosure firmó al principio de su carrera. La edición de lujo de Energy también incluye las cinco canciones incluidas en el EP Ecstasy, publicado el 28 de febrero de 2020.

## Metaverso deMinecraft
Disclosure lanzó una «experiencia Minecraft» de acompañamiento para Energy el 28 de agosto de 2020, que llamaron la «mayor activación musical inmersiva dentro de Minecraft.» El metaverso presenta montañas, arroyos ondulantes, cuevas profundas y bosques repartidos en siete climas, que pretenden reflejar la diversidad musical del disco. También hay tres clubes subterráneos para desbloquear: dos inspirados en lugares icónicos del mundo real (el Printworks de Londres y el DC10 de Ibiza) y un tercero modelado en la cocina de Guy. Creado con Island Records y el colectivo de diseño Blockworks, el mapa (compuesto por más de 100 millones de bloques) contiene pistas ocultas que los jugadores pueden buscar (incluyendo remezclas en ocho bits de canciones anteriores de Disclosure) y un megamix de Disclosure que puntúa la experiencia. Se ha anunciado que el servidor estará activo durante una semana, tras la cual los jugadores podrán descargar el contenido inspirado en Energy.

## Recepción de la crítica
Energy tuvo una acogida generalmente favorable. En Metacritic, que asigna una calificación normalizada sobre 100 a las críticas de las principales publicaciones, el álbum recibió una puntuación media de 72, basada en 15 críticas. Los críticos elogiaron la diversidad de géneros de Disclosure, las colaboraciones y las canciones más alegres; otros criticaron las letras y dijeron que el álbum pierde gradualmente su fuerza.
Thomas Smith de NME escribe «Después de una década en el juego, los hermanos Lawrence se abren a la tormenta, encogiéndose de hombros ante los detractores y presentando su nuevo álbum Energy, un regreso triunfal a la forma. Con 43 minutos de duración, es su álbum más corto y nítido hasta la fecha. No hay ritmos desperdiciados ni jams sobrecargados, sino himnos house centelleantes con una serie de vocalistas invitados especiales, entre los que se encuentran grandes nombres como Kelis, Kehlani y Common, así como gente del espíritu de la época como el punk scallywag de slowthai y el productor de California, Channel Tres. Es un disco que acabará siendo la banda sonora de los escenarios principales de los festivales, pero su enfoque minimalista se convierte en una carta de amor a las salas más pequeñas del circuito».
En reseñas positivas, Jon Freeman de Rolling Stone comentó que «Disclosure sigue teniendo un gran conocimiento de los flujos y reflujos de la pista de baile», mientras Jenessa Williams de DIY llamó a Energy «lo que mejor saben hacer, y es lo que queremos más: himnos motivacionales que alcancen el cielo y que no piensen demasiado en la euforia que tienen». Charles Lyons-Burt de Slant Magazine escribió que, «Energy reclama tu atención con ritmos alegres y atrayentes y con los llamamientos directos de sus vocalistas». En un análisis canción por canción, el escritor de Clash Josh Crowe opinó que «'ENERGY' ve al dúo salir de su zona de confort, comprometiéndose con una serie de artistas, géneros y temas previamente inexplorados. Han perfeccionado de manera incondicional su visión y su enfoque como artistas, alineándose con el mensaje de su tema principal, que dice 'donde va tu enfoque, fluye tu energía'».
En una reseña mixta, Alexis Petridis de The Guardian mantuvo sus reservas, diciendo «con las discotecas cerradas durante el coronavirus, el tercer álbum del dúo británico de pop-house tiene una cualidad involuntariamente lúgubre. [...] Obviamente, no es culpa de Disclosure que Energy haya acabado sonando -al menos temporalmente- extrañamente deprimente, una sucesión de himnos a un mundo de hedonismo despreocupado que está fuera de alcance en un futuro previsible». Peridis añade después: «Por ahora, sin embargo, Disclosure parece contentarse con seguir su camino. Esto debería mantener su carrera en marcha comercialmente hasta que se reanude el servicio normal de las discotecas, y sus letras parecen menos melancólicas». A Chal Ravens, redactor de Pitchfork, le gustó la primera mitad de Energy, en la que destaca «Douha (Mali Mali)», pero considera que la segunda mitad del álbum «se queda corta».
En una crítica mixta a negativa, Jack Bray de The Line of Best Fit resumió Energy como «una especie de fracaso para Disclosure, es un álbum que opta por ir a lo seguro y la consecuencia es un álbum poco notable que se siente a la vez demasiado pensado y simultáneamente subdesarrollado».

## Rendimiento comercial
Energy debutó en el número 3 de la lista Billboard Dance/Electronic Albums de Estados Unidos, convirtiéndose en el primer álbum de estudio de Disclosure que no alcanza el primer puesto.

## Lista de canciones
Todos los temas están producidos por Disclosure.
| Edición estándar |                                             |                                                            |          |  |
| N.º              | Título                                      | Escritor(es)                                               | Duración |  |
| 1.               | «Watch Your Step» (con Kelis)               | Howard Lawrence Guy Lawrence Kelis Rogers                  | 3:49     |  |
| 2.               | «Lavender» (con Channel Tres)               | H. Lawrence G. Lawrence Sheldon Young                      | 4:49     |  |
| 3.               | «My High» (con Aminé y Slowthai)            | H. Lawrence G. Lawrence Adam Daniel Tyron Kaymone Frampton | 4:54     |  |
| 4.               | «Who Knew?» (con Mick Jenkins)              | H. Lawrence G. Lawrence Mick Jenkins                       | 3:49     |  |
| 5.               | «Douha (Mali Mali)» (con Fatoumata Diawara) | H. Lawrence G. Lawrence Fatoumata Diawara                  | 4:54     |  |
| 6.               | «Fractal (Interludio)»                      | H. Lawrence G. Lawrence                                    | 2:06     |  |
| 7.               | «Ce n'est pas» (con Blick Bassy)            | H. Lawrence G. Lawrence Blick Bassy                        | 5:54     |  |
| 8.               | «Energy»                                    | H. Lawrence G. Lawrence John Fiddy Frank Ricotti           | 4:53     |  |
| 9.               | «Thinking 'Bout You (Interludio)»           | H. Lawrence G. Lawrence Richard Wamil                      | 2:00     |  |
| 10.              | «Birthday» (con Kehlani y Syd)              | H. Lawrence G. Lawrence Sydney Bennett Kehlani Parrish     | 3:39     |  |
| 11.              | «Reverie» (con Common)                      | H. Lawrence G. Lawrence Lonnie Lynn                        | 2:15     |  |

| Edición de lujo y edición japonesa (bonus tracks) |                                                       |                                                                                    |          |  |
| N.º                                               | Título                                                | Escritor(es)                                                                       | Duración |  |
| 12.                                               | «Ecstasy»                                             | H. Lawrence G. Lawrence Jacques Burvick Patrica Shannon Claude Bartee Gloria Jones | 5:04     |  |
| 13.                                               | «Tondo» (con Eko Roosevelt)                           | H. Lawrence G. Lawrence Eko Roosevelt                                              | 5:28     |  |
| 14.                                               | «Expressing What Matters»                             | H. Lawrence G. Lawrence William Royce Scaggs David Paich                           | 4:24     |  |
| 15.                                               | «Etran» (con Etran Finatawa)                          | H. Lawrence G. Lawrence Ghalitane Khamidoune                                       | 5:09     |  |
| 16.                                               | «Get Close»                                           | H. Lawrence G. Lawrence Snoop Dogg                                                 | 3:57     |  |
| 17.                                               | «Know Your Worth» (con Khalid)                        | G. Lawrence James Napier Khalid Robinson                                           | 3:01     |  |
| 18.                                               | «Talk» (interpretado por Khalid)                      | H. Lawrence G. Lawrence Robinson                                                   | 3:17     |  |
| 19.                                               | «Birthday (Disclosure VIP Remix)» (con Kehlani y Syd) | H. Lawrence G. Lawrence Bennett Parrish                                            | 4:46     |  |
| 20.                                               | «Birthday (MJ Cole Remix)» (con Kehlani y Syd)        | H. Lawrence G. Lawrence Bennett Parrish                                            | 4:20     |  |

Notas
- «Energy» se escribe en mayúsculas.

Créditos de samples
- «Lavender» incorpora samples del paquete de samples «Disco Freq» de Jason Scott.
- «My High», «Who Knew?» y «Reverie» contienen samples del pack de samples «90s Garage Tools Vol 1-6» de Jeremy Sylvester.
- «Energy» incorpora samples de los discursos de Eric Thomas «Think About What You Are Thinking About» y «Amazing»; y contiene un sample de «Brasilia», escrita por Frank Ricotti y John Fiddy.
- «Thinking 'Bout You» contiene un sample de «You're Still The One», escrita por Richard Wamil.
- «Ecstasy» contiene samples de «Do You Realize» y «Fantasy», ambas interpretadas por Aquarian Dream.
- «Tondo» contiene un sample de «Tondoho Mba (Guts Edit)», interpretada por Eko Roosevelt.
- «Expressing What Matters» contiene un sample de «Lowdown», interpretada por Boz Scaggs.
- «Etran» contiene un sample de «Heeme», interpretada por Etran Finatawa.
- «Get Close» contiene un sample de Snoop Dogg de GGN Talk Show.

## Personal
Créditos adaptados de Tidal.
Músicos
- Mark Summers – batería (1)
- Guy Lawrence – programación (todas las pistas
- Howard Lawrence – programación (todas las pistas), voces de fondo (2, 6)
- Kelis – voz (1)
- Channel Tres – voz (2)
- Slowthai – voz (3)
- Aminé – voz (3)
- Mick Jenkins – voz (4)
- Fatoumata Diawara – voz (5)
- Blick Bassy – voz (7)
- Kehlani – voz (10, 19, 20)
- Syd – voz (10, 19, 20)
- Common – voz (11)
- Eko Roosevelt – voz, conjunto instrumental (13)
- Etran Finatawa – voz, conjunto instrumental (15)
- Khalid – voz (17, 18)
- MJ Cole – remezclador (20)

Técnico
- Stuart Hawkes – ingeniero de masterización (1–16, 19, 20)
- Dale Becker – ingeniero de masterización (17, 18)
- Guy Lawrence – mezclador (all tracks), producción musical (17, 18)
- Denis Kosiak – mezclador (17, 18), ingeniero de grabación (17, 18), productor vocal (17, 18)
- Jon Castelli – mezclador (17, 18)
- Ingmar Carlson – ingeniero de mezcla (17, 18)
- Josh Deguzman – ingeniero de mezclas (17, 18)
- Mark Summers – ingeniero de grabación (1)
- Ira Grylack – ingeniero de grabación (1, 3, 4, 10, 11, 19, 20)
- Chad Gordon – ingeniero de grabación (2)
- Jimmy Napes – producción musical (17, 18)
- Hector Vega – ingeniero de masterización asistente (17, 18)

## Charts
| Listas (2020)                            | Mejor posición |
| ---------------------------------------- | -------------- |
| Australia (ARIA)                         | 12             |
| Bélgica (Ultratop flamenca)              | 75             |
| Bélgica (Ultratop valona)                | 92             |
| Canadá (Billboard Canadian Albums)       | 37             |
| Países Bajos (Album Top 100)             | 25             |
| Francia (SNEP)                           | 132            |
| Alemania (Offizielle Top 100)            | 71             |
| Irlanda (OCC)                            | 11             |
| Japón (Oricon)                           | 89             |
| Nueva Zelanda (Recorded Music NZ)        | 39             |
| Escocia (Scottish Albums Chart)          | 8              |
| Suiza (Schweizer Hitparade)              | 38             |
| Reino Unido (UK Albums Chart)            | 4              |
| Estados Unidos (Billboard 200)           | 48             |
| Estados Unidos (Dance/Electronic Albums) | 3              |

| Listas (2020)                              | Posición |
| ------------------------------------------ | -------- |
| US Top Dance/Electronic Albums (Billboard) | 25       |
| Listas (2021)                              | Posición |
| US Top Dance/Electronic Albums (Billboard) | 8        |